# Oxyopes pardus
Oxyopes pardus là một loài nhện trong họ Oxyopidae.
Loài này thuộc chi Oxyopes. Oxyopes pardus được George Stewardson Brady miêu tả năm 1964.